# Іранський стандартний час
|  | UTC+02:00           | Єгипетський час |
|  | UTC+02:00 UTC+03:00 | Східноєвропейський час / Ізраїльський час / Палестинський час Східноєвропейський літній час / Ізраїльський літній час / Палестинський літній час |
|  | UTC+03:00           | Турецький час Аравійський час |
|  | UTC+03:30           | Іранський час |
|  | UTC+04:00           | Gulf Standard Time |

Іранський стандартний час (англ. Iran Standard Time, (IRST)), іранський час (англ. Iran Time, (IT)), тегеранський час — часовий пояс, що використовується в Ірані (UTC+3:30). Місцевий час визначається за меридіаном 52°30' с.д. (довгота Тегерана — 51°30' східної довготи).
У 2005–2008 роках (1383–1386 за іранським календарем) Іран не переходив на літній час. 20 березня 2008 року (новий, 1387) Іран знову перейшов на літній час за рішенням Ісламської консультативної ради. У 2022 році перехід на літній час було скасовано.